# 路環村
路環村，即是路環市區，是位處於澳門離島路環（聖方濟各堂區）的古老村落，但現在已經展成一個衛星城市社區。因城市發展和居民較少，空氣質素比較澳門半島清新。路環村向北延至舊渡輪碼頭和廢樓區（荔枝碗），向南伸至譚公廟為界。1972年7月，香港考古學會應海島市政廳邀請在包括路環村的五個地點進行考古發掘，發現了新石器時代的文物，揭示澳門潛藏了史前的文化遺產。

## 歷史沿革
路環村是廣東省周邊沿岸島嶼的一個歷史悠久的漁村和貿易港口，考古發現證實新石器時代已有人類活動。 在清代 ，海盜是嚴重威脅當地漁民和商人的一大問題。聖方濟各小教堂前面的紀念碑是紀念葡萄牙人於1910年成功驅逐海盜的一戰役。

## 著名地點

### 公共設施

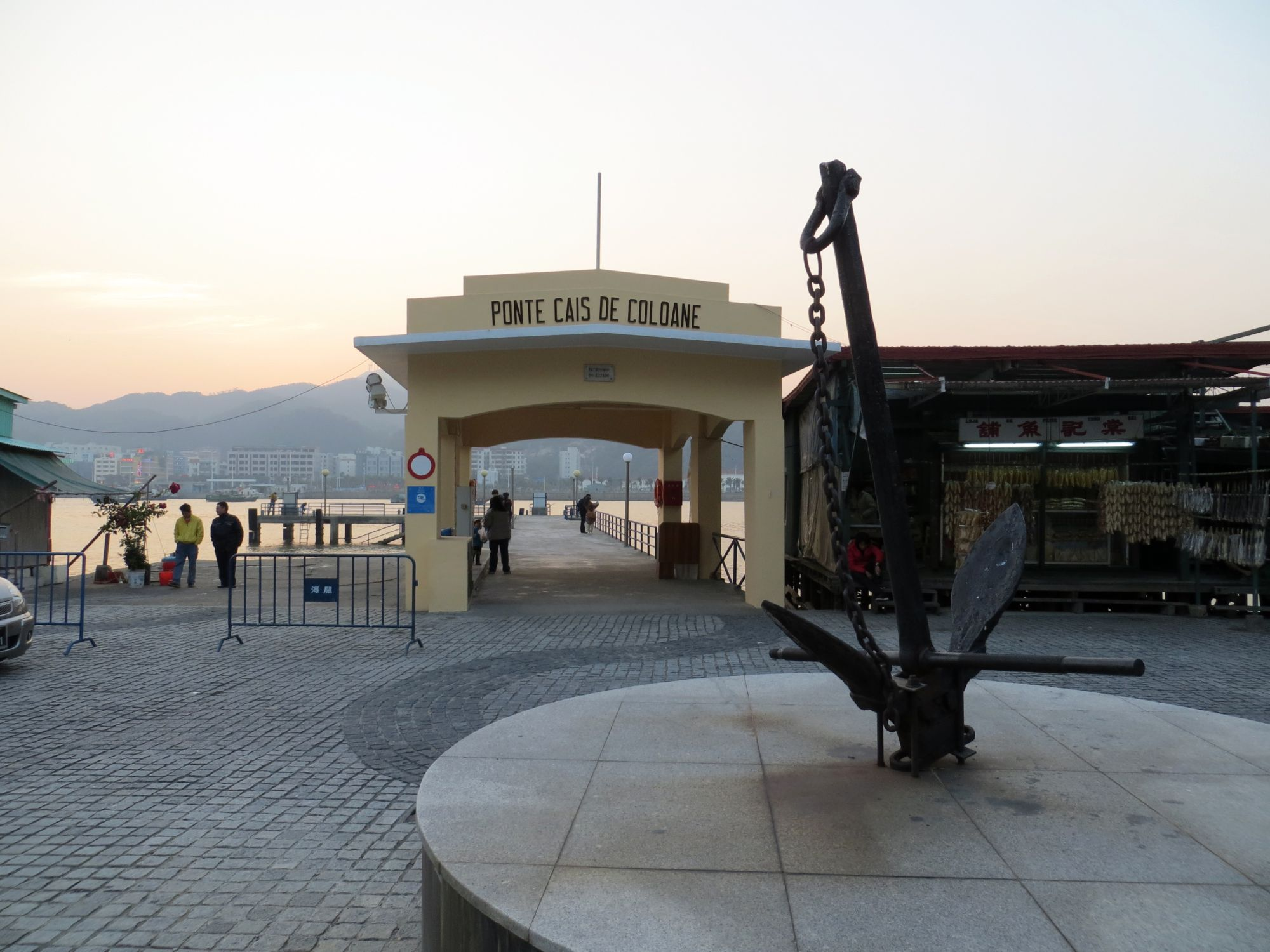
路環碼頭

- 路環市政街市
- 路環監獄
- 澳門保安部隊高等學校
- 澳門少年飛鷹會－飛鷹培訓基地
- 路環衛生站
- 路環圖書館
- 路環碼頭
- 金像農場

### 教堂

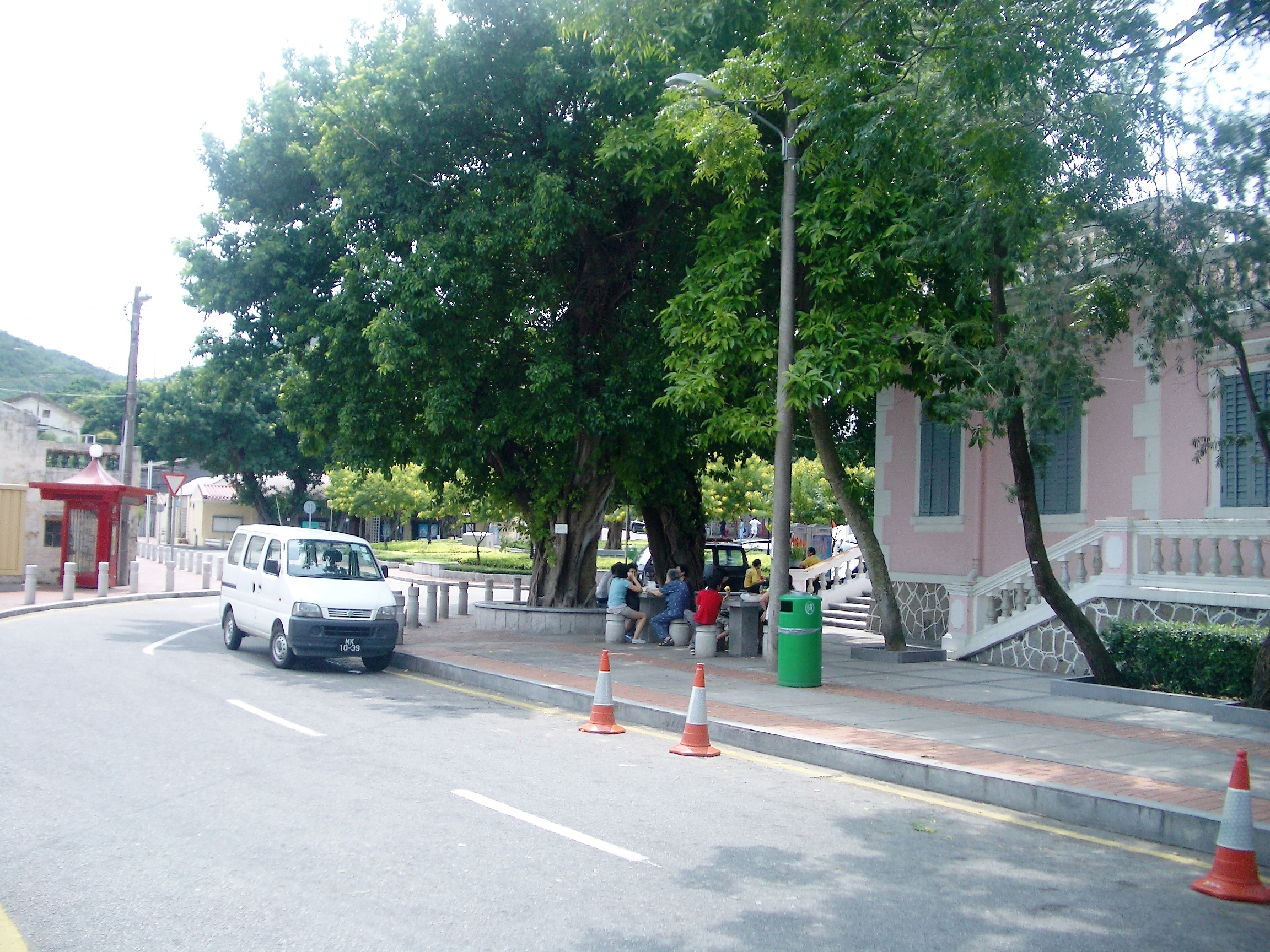
路環市區

- 路環聖方濟各堂

### 廟宇
- 譚公廟
- 天后古廟
- 三聖宮
- 觀音古廟

### 餅店
- 安德魯餅店

## 公共交通站點

### 路環碼頭
- 航線︰澳門海上遊

### 公共巴士
C659 路環街市（Mercado M. de Coloane）
路線：15、21A、26A
C660 路環居民大會堂（Assoc. de M. de Coloane）
路線：15、21A、26A、N3夏季

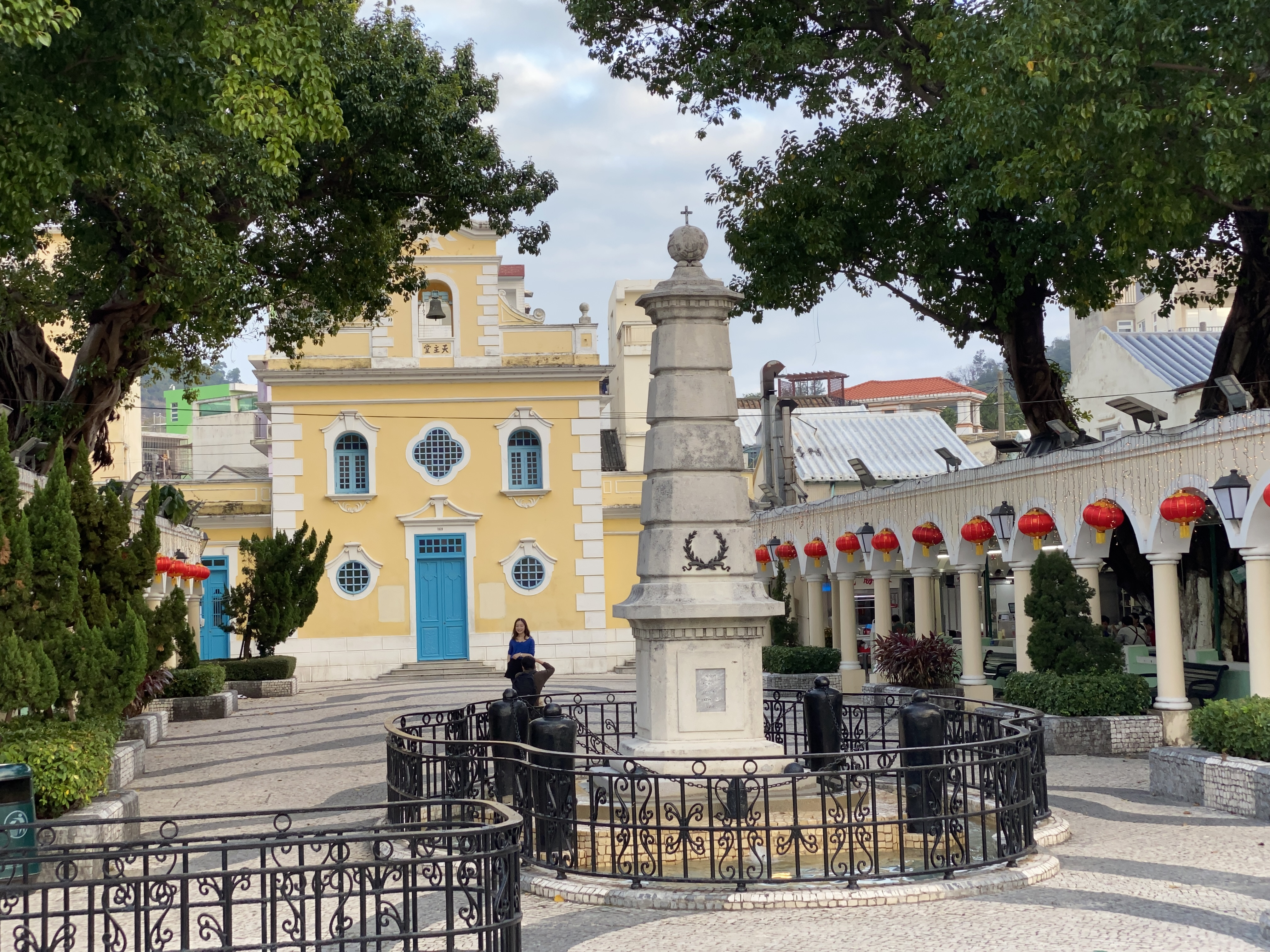
路環聖方濟各聖堂和馬忌士前地

C686 路環市區（Vila de Coloane）
路線：25、26、50、N3